# Raduga Ch-59
Ch-59 Ovod (ryska: Х-59 Овод, ”styngfluga”) är en rysk (ursprungligen sovjetisk) attackrobot utvecklad i slutet av 1970-talet som en ersättare för Ch-25.

## Utveckling
1975 började konstruktionsbyrån Raduga utveckla en ersättare för attackroboten Ch-25. Den ursprungliga planen var att kombinera målsökaren och stridsladdningen från Ch-29 med motorn från Ch-58. Tyvärr visade det sig att Ch-58 var för snabb för att TV-målsökaren skulle hinna hitta och låsa på målet. Därför valdes till en början en mindre kraftig tvåstegsraket.
Provskjutningarna ägde rum 1977 i Achtubinsk i Astrachan och den första modellen Ch-59 togs i tjänst på Su-24 1979. Från början var det meningen att även Su-17 skulle utrustas med Ch-59, men eftersom de flygplanen snart skulle pensioneras utrustades de aldrig med Ch-59-robotar.
Räckvidden på 40 km var dock i kortaste laget, vilket ledde till utvecklingen av modellen Ch-59M som i stället för en konventionell raketmotor fick en RDK-300 jetmotor i en gondol under flygkroppen. Sjömålsroboten Ch-69MK saknar startmotor och har i stället mer bränsle i stjärtkonen. Det ökar räckvidden till 280 km, men eftersom roboten inte kan accelerera lika fort kan den inte heller avfyras från lika låg höjd som Ch-59M.

## Varianter
- Ch-59 – Ursprunglig modell med raketmotor och TV-målsökare. NATO-rapporteringsnamn AS-13 Kingbolt.
- Ch-59M – Modell med raketmotorn utbytt mot en jetmotor för längre räckvidd. NATO-rapporteringsnamn AS-18 Kazoo.
- Ch-59MK – Sjömålsrobot med radarmålsökare.
- Ch-59MK2 – Kryssningsrobot med terrängföljande radar baserad på Ch-59MK.
- Ch-59M2 – Ch-59M med FLIR-målsökare.
- Ch-59ME – Exportversion av Ch-59M.
- Ch-59L – Utvecklingsmodell med laserstyrning.
- Ch-59T – Ursprunglig beteckning på Ch-59 för att skilja den från Ch-59L.

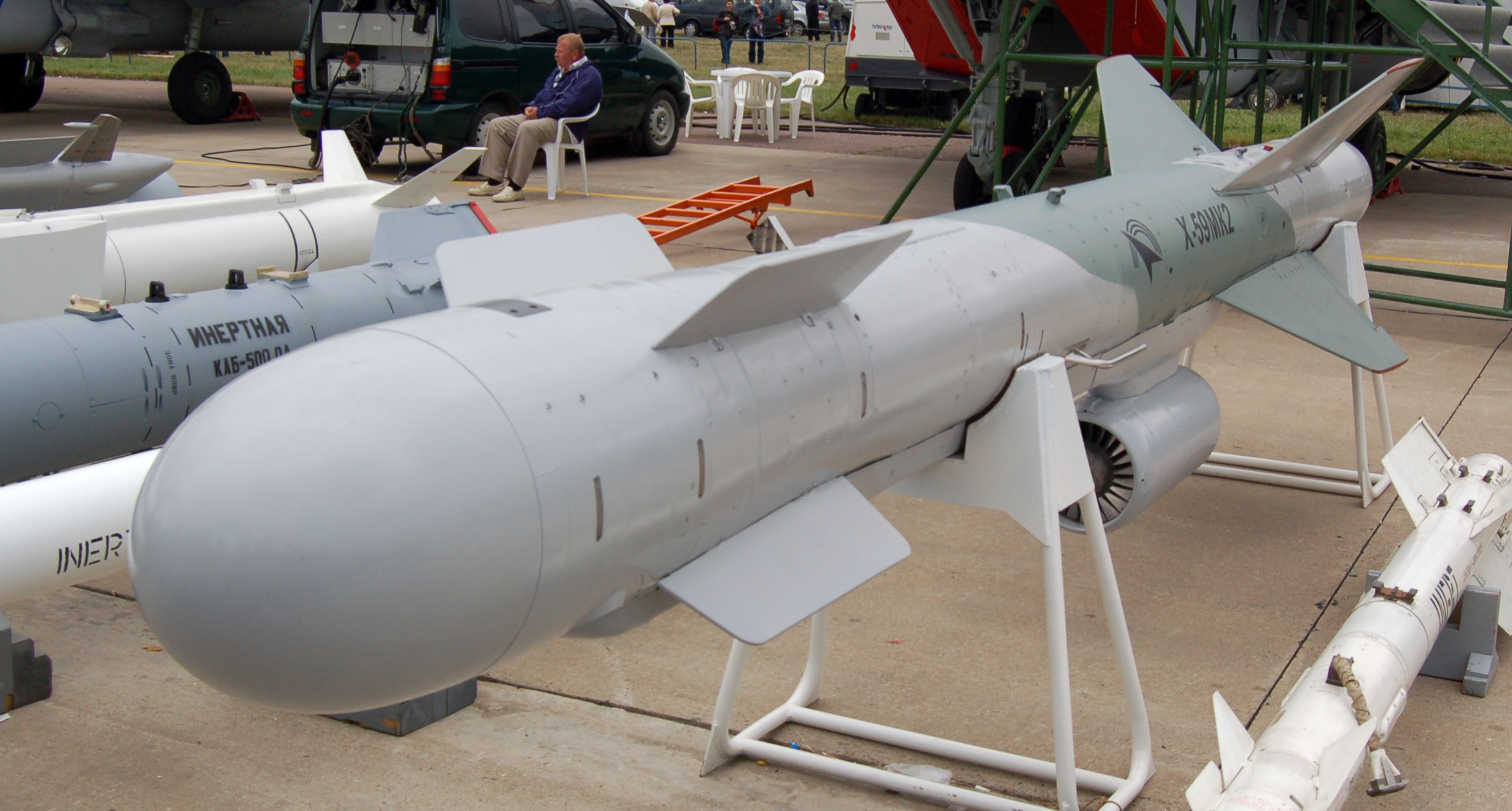
Kryssningsroboten Ch-59MK2.